# Aeródromo El Cóbano
El Aeródromo "El Cóbano" o Aeródromo Ejidal de Gabriel Zamora (Código DGAC: COB) es un pequeño aeropuerto ubicado 5 kilómetros al este de la ciudad de Lombardía, en la comunidad de El Cóbano, Michoacán y es operado por el Ejido Gabriel Zamora. Cuenta con una pista de aterrizaje de 1,170 metros de largo y 20 metros de ancho, también cuenta con hangares. Actualmente solo se utiliza con propósitos de aviación general, principalmente con fines agrícolas.

## Accidentes e incidentes

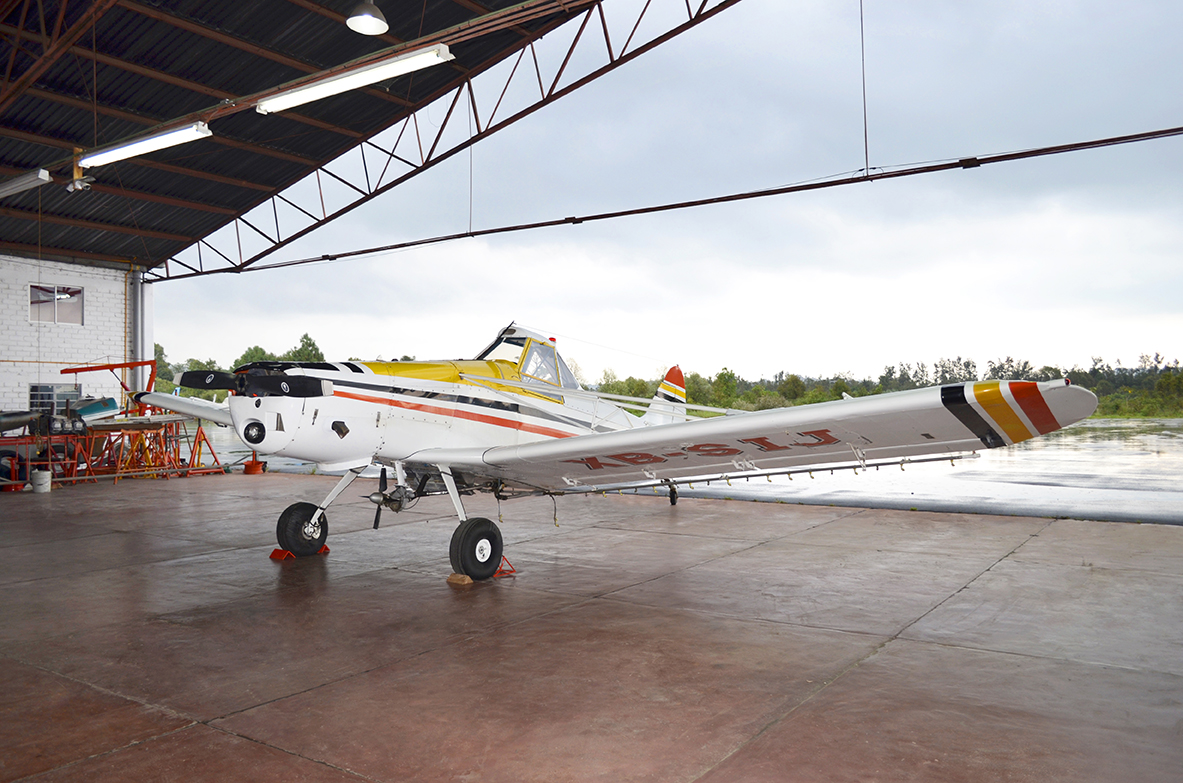
Bárcenas B-01 (XA-SIJ), la cual resultó con daños severos en el accidente del 13 de octubre de 2022.

- El 13 de octubre de 2022 una aeronave Bárcenas B-01 con matrícula XB-SIJ que despegó del Aeródromo de Gabriel Zamora para realizar vuelos de fumigación aérea se precipitó a tierra después de presentar fallas mecánicas, dejando daños graves en la aeronave. El piloto resultó ileso.[2][3]